# نادي نجم الشباب
نادي نجم الشباب الرياضي البيضاوي المعروف اختصاراً بالنجم البيضاوي (E.J.S.C) نادي رياضي مغربي ممارس بدوري الدرجة الثالثة المغربي، يرتدي النادي اللونين الأصفر والأخضر، ويعتبر حي  درب غلف  في الدار البيضاء معقل النادي. تأسس في الأول تحت اسم السعادة الرياضي، لكنه غيّر بعد ذلك اسمه إلى نجم الشباب، وكان يعتبر من أعتد الفرق في مدينة الدار البيضاء بعد الوداد والرجاء الرياضيين قبل أن يبدأ بالانهيار في منتصف الثمانينات وينزل إلى الأقسام الشرفية المغربية التي ما زال ممارسا فيها لحد الآن. تأسس سنة 1942، وكان ثالث نادي يحرز بطولة المغرب لكرة القدم بعد الاستقلال حيث أنه حاز عليها سنة 1959 متفوقا على جاره العملاق، الوداد الرياضي الذي حلَّ في المركز الثاني آنذاك. ما زال هذا اللقب يتيما لحد الآن.

## إنشاء النادي
انخرط أهل الكرة في صلب المقاومة، وعهد إلى بنحمو لفاخري بتكوين نواة صلبة للمقاومة عبر الكرة، فكان التفكير في خلق قطب كروي، يضم الفرق الثلاثة الرائدة على مستوى الحي وهي الحياة والريف ثم السعادة، وكانت سعادة الرجل عارمة حين ذابت كل الخلافات الشكلية وتم الاتفاق على ميلاد كيان كروي قوي ظاهره رياضي وباطنه سياسي.
كان الهدف الأول هو خلق كيان رياضي قادر على لعب الأدوار الطلائعية لمنافسة كل من الوداد الرياضي والراسينغ الرياضي، لهذا كان إجماع المؤسسين سنة 1942 على إسناد الرئاسة إلى محمد بنحمو لفاخري دون منازع، وارتأى هذا الأخير تعزيز فريق عمله بعناصر أخرى كالجيلالي لفاخري وحميد لفرانك وبريك إضافة إلى أسماء من شركة الخطوط الوطنية بالمعاريف لتأمين تنقلات الفريق، وفي ظرف قياسي تمكن القطب الجديد من حرق المراحل، كما كان بنسعيد.
كان لفاخري حريصا على تقوية الفريق بإعادة أبناء الحي الذين وضعوا مواهبهم رهن إشارة فرق مجاورة، وظل مصرا على أن يتقاسم فريق درب غلف قلوب البيضاويين مع أعتد الأندية، وكان مخلصا للوطن مناضلا في صف الحركة الوطنية من خلال جيش التحرير، رغم انشغاله في الحقل السياسي كمقاوم، فقد كان يخصص للكرة حيزا زمنيا بحضوره في المباريات الكبرى كالديربيات، مع أنه كان يقضي فترة طويلة من الليل في اجتماعات مع المقاومين، وحين يدخل إلى مستودع الملابس قبل المباراة أو في ما بين الشوطين يحفز اللاعبين ويزرع فيهم روح المثابرة.
يروي ئيس المكتب المديري لنجم الشباب البيضاوي، تفاصيل الارتباط ببنحمو، حيث أكد أن أوج عطاء الفريق تحقق في عهد الرئيس لفاخري، الذي يمزج بين كاريزما رياضية وأخرى سياسية، وأضاف أن الفريق تمكن، في ظرف ثلاث سنوات, من الصعود إلى القسم الأول ونيل لقب البطولة، وعاش نودير مسارا مشابها للفاخري حيث يحمل قبعة المقاوم برئاسته لمجلس المقاومة على المستوى الجهوي، والرياضي بشغله منصب رئيس المكتب المديري لنجم الشباب الذي حمل قميصه، فضلا عن الصفة السياسية كمستشار جماعي وعضو في مجلس جهة الدار البيضاء.

## معقل النادي
ارتبط حي درب غلف بالوطنية، وصنف كحي للمقاومة بوجود بن حمو لفاخري، ونواة الاتحاد الوطني للقوات الشعبية وفريق الحياة لكرة القدم، وأسماء كروية رائدة في هذا الفضاء المشبع بروح الحركة الوطنية، كان حي درب غلف يضم ثلاثة فرق تمارس ضمن الجامعة الحرة لكرة القدم، وهي الحياة الرياضي، الريف الرياضي ثم السعادة الرياضي (نجم الشباب بعد ذلك)، وعلى الرغم من تواجد هذه الفرق فإن العديد من اللاعبين الموهوبين من أبناء الحي فضلوا الانضمام إلى فرق أخرى كالوداد الرياضي،الراسينغ الرياضي، الاتحاد المغربي وغيرها من الأندية التي كانت تشكل قاطرة الكرة في بلد تحت وطأة المستعمر.

## مشكلة النادي
عانى فريق نجم الشباب البيضاوي لكرة القدم، الذي يمارس في القسم المغربي الثالت خارج الأضواء، من تبعات صراعه المرير مع السلطة السياسية في المغرب، فقد كان فريق درب غلف مصنفا في خانة الجمعيات المسيسة التي تمارس كرة عليها بخلفيات سياسية. ظلت اجتماعات الفريق تحت مراقبة المخبرين السريين، وجند النظام مجموعة من العناصر لجس نبض المسؤولين الذين خاضوا مباريات ضد المستعمر استمرت في عهد الاستقلال
في ما يشبه لعبة الأشواط الإضافية، ومن نتائج هذا إعدام الرئيس الأسبق للنادي المدعو  حمو لفاخري .

## حكاية الإعدام
لم يكن أحد يعتقد أن مباراة المغرب الفاسي ضد نجم الشباب البيضاوي في ربيع سنة 1963، ستكون الأخيرة لرئيس الفريق البيضاوي حمو لفاخري، حيث داهمته الشرطة في اليوم الموالي للمباراة وهو يجالس بعض رفاقه في مقهى لابريس بحي المعاريف وسط الدار البيضاء، غير بعيد عن درب غلف معقل نجم الشباب، ونقلته على وجه السرعة صوب السجن المركزي بالقنيطرة.. هناك نفذ فيه حكم الإعدام رميا بالرصاص، بتهمة التمرد على النظام ورفض تسليم السلاح للجيش النظامي، بعد أن أصر على الاحتفاظ بالذخيرة الحية كقيادي سابق في جيش التحرير. بعد إعدام الرئيس، تحول نجم الشباب إلى فريق مغضوب عليه.

## سجل ألقاب النادي
|  | البطولات                    | عدد الألقاب | سنوات الألقاب |
|  | --------------------------- | ----------- | ------------- |
|  | الدوري المغربي الممتاز      | 1           | 1959          |
|  | الدوري المغربي القسم الثالث | 1           | 1953          |